# Садиба на вулиці Саксаганського, 22 (Київ)
Садиба на вулиці Саксаганського, 22 — комплекс будівель у Голосіївському районі міста Києва на вулиці Саксаганського. Складається з трьох будинків — № 22, № 22-б і № 22-в, кожен з яких має статус пам'ятки культурної спадщини.

## Опис
Ділянка, на якій розташована садиба, на початку XX століття належала Борису Аароновичу Клігману, у 1904 році перейшла до купця 1-ї шільдії Гірша (Григорія) Ароновича Клігмана, ймовірно, брата попереднього власника. Забудова садиби сформувалася до 1907 року, про що побічно свідчить дата «1907» на фасаді одного з флігелів.
Садиба складається із головного будинку, розташованого на червоній лінії забудови вулиці, та двох дворових флігелів, один з який розташований паралельно вулиці та головному будинку, другий — в глибині ділянки, перпендикулярно до першого флігеля.

### Головний будинок (№22)
Будинок чотириповерховий із підвалом, цегляний, Т-подібний у плані. Сходова клітка, ліфти та вихід на подвір'я розташовані у центральній частині будинку. Дах двосхилий, із бляшаним покриттям, перекриття пласкі. Перший поверх первісно призначався для торговельних приміщень, на інших поверхах розташовувалися квартири.
Головний фасад оздоблений у цегляному стилі з елементами історизму, симетричний, двохосьовий, десятивіконний. Осі, розташовані на флангах фасаду, сформовані невисокими ризалітами на два вікна, увінчаними п'ятигранними щипцями із круглими люкарнами. Середня восьмивіконна площина фасаду підкреслена аркатурою, сформованою на основі міжвіконних лопаток, на рівні третього-четвертого поверхів. Парадний вхід розташований по центру фасаду і увінчаний монументальним трикутним сандриком, який спирається на консолі. У правій осі облаштований проїзд на подвір'я.
Вікна прямокутні, на першому поверсі — широкі прорізи без оздоблення, на другому — стандартного розміру, прикрашені рельєфними сандриками-поличками, що підтримуються консолями із квадрами діамантового русту. Вікна третього і четвертого поверхів трохи вужчі, ніж вікна другого поверху, прикрашені клинчастими перемичками із замковими каменями. Міжвіконні лопатки прикрашені квадрами, зубцями, нішами та поличками. Завершується фасад аркатурним фризом і карнизом, який у бічних щипцях прикрашений дентикулами.
Обабіч центральної осі фасаду розташовані два ряди балконів на два вікна, на більшості з них збереглися ковані металеві ґрати. Втім, з шести балконів чотири засклені, що суттєво погіршує зовнішній вигляд головного фасаду.
Дворовий фасад декорований значно стриманіше. Горизонтальне членування позначене слабо профільованими гуртами, вертикальне — гладенькими лізенами. Віконні ніші, бленди, лопатки та вінцевий карниз прикрашені дентикулами.
Внутрішнє планування будинку зазнало перепланувань, проте збереглася арка між вестибюлем і сходовою кліткою, а також кам'яні сходи із металевим огородженням.
Будинок — один з найцінніших зразків цегляного стилю в Києві початку XX століття.

### Перший флігель (№22-б)
Будинок зведений на початку XX століття, чотириповерховий із цокольним поверхом, цегляний, Т-подібний у плані, односекційний. Перекриття пласкі, дах двосхилий, з бляшаним покриттям. Фасад симетричний, має стриманий цегляний декор у стилі історизму. На центральній осі розташований парадний вхід з арковим отвором, прикрашеним лучковим сандриком, на правому фланзі — проїзд у друге внутрішнє подвір'я, до другого флігеля, розташований на одній осі з проїздом у головному будинку. Центральна вісь фасаду первісно завершувалася вгорі невеликим напівциркульним щипцем з круглою люкарною, проте у 2000-х роках у будинку добудували мансардний поверх, оформлений, однак, в одному стилі з будинком, зокрема, вікна мансарди мають клинчасті перемички із замковим каменем, як і на вікнах другого поверху. Бічні осі фасаду виділені за допомогою двох подвійних рядів вікон, які вужчі за інші, площина фасаду розчленована вертикально лопатками (рустованими на другому поверсі і пласкими на третьому-четвертому поверхах), горизонтально — міжповерховими гуртами, ребристим пояском між третім і четвертим поверхами, зубчастим фризом і спрощеним вінцевим карнизом. Вікна прості, прямокутні, прикрашені клинчастими перемичками, на другому поверсі — ще й із замковим каменем.
Особливістю цього будинку, завдяки якій він має певну мистецьку цінність, є частково збережений оригінальний інтер'єр вестибюля та сходової клітки, де збереглися старовинні цегляні сходи з бароковим гранітним огородженням, мозаїчні підлоги із штучного каменю, ліпний розписаний плафон у вестибюлі та розпис стін арабесками рослинного характеру, виконаними в техніці олійного живопису.

### Другий флігель (№22-в)
Другий флігель садиби розташований у глибині садиби, перпендикулярно до першого флігеля (№ 22-б). Будинок триповерховий, цегляний, у плані Г-подібний. Перекриття пласкі, дах двосхилий, з бляшаним покриттям. Головний фасад, що виходить на схід, у бік сусіднього будинку № 20 і Великої Васильківської вулиці, асиметричний, має стримане вкрай лаконічне декорування у цегляному стилі: вертикальне розчленування пласкими лопатками, горизонтальне розчленування гуртами, завершення у вигляді зубчастого фризу. На основному об'ємі (тому, який розташований перпендикулярно до першого флігеля і головного будинку) фланги фасаду увінчані трисхідчастими аттиками, в одному з яких розташований головний вхід. На зубчастому фризі під лівим аттиком розміщено дату будівництва флігеля — 1907 рік, під правим — ініціали власника «ГК», тобто Гірш Клігман. Вікна прямокутні, в основному, широкі, без особливого декорування.

## Відомі мешканці
У головному будинку, у шестикімнатній квартирі № 2 з 1907 року проживала родина київського лікаря-терапевта Михайла Козінцева, і тут пройшли дитячі та юнацькі роки його сина, Григорія Козінцева, кінорежисера, народного артиста СРСР. В гостях у Григорія Козінцева часто бували його друзі — кінодраматург Олексій Каплер та режисер Сергій Юткевич. У 1918—1919 роках тут бував письменник Ілля Еренбург, який одружився з сестрою Г. Козінцева Любов'ю.
У 1880-х роках у садибі мешкав вчений-фізіолог, професор Київського університету Йосип (Осип) Баранецький, у 1901—1904 роках — лікар Володимир Ліндеман.

## Галерея

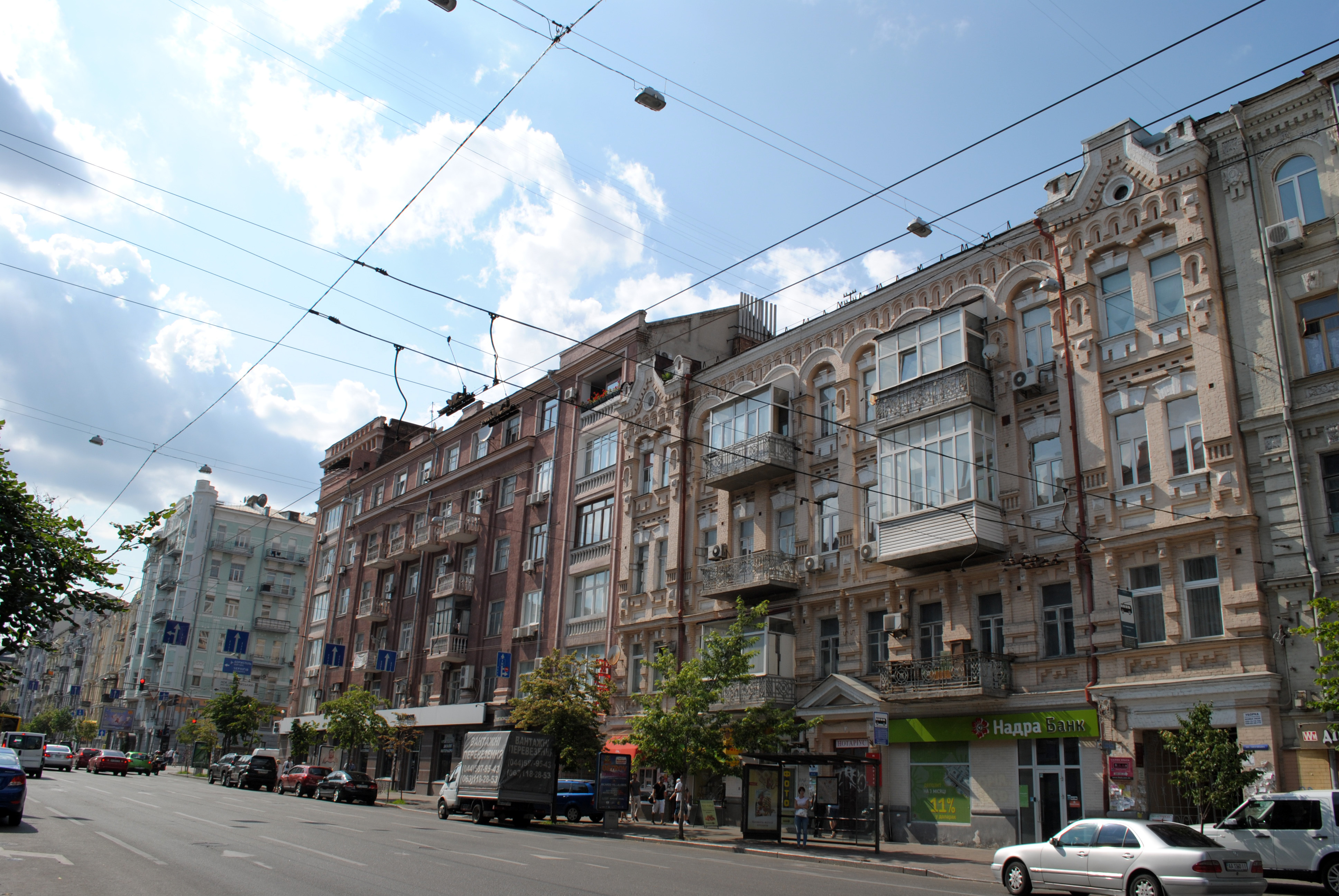
Будинок № 22 (праворуч) і сусідній будинок № 24/25 (ліворуч)
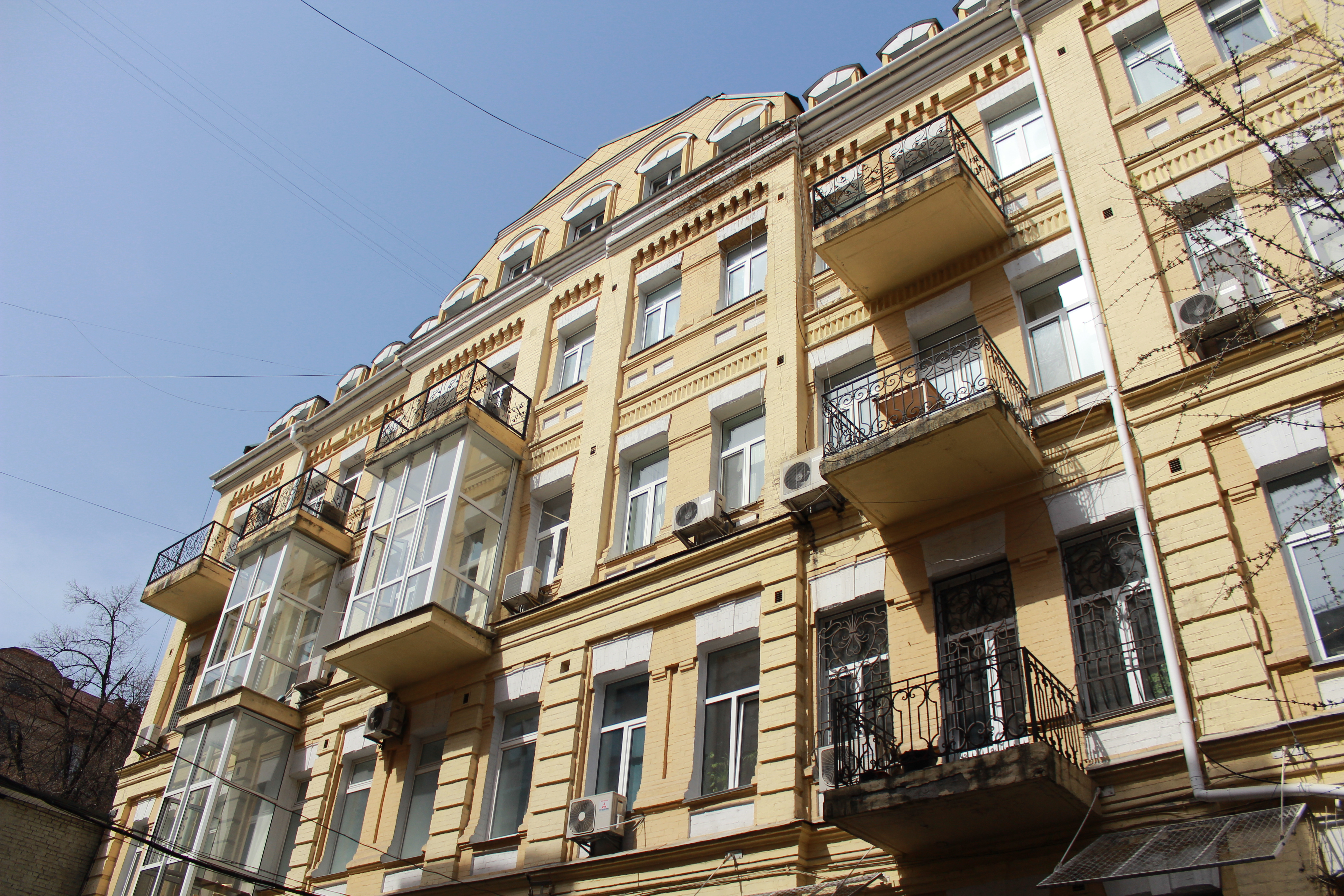
Флігель № 22-б
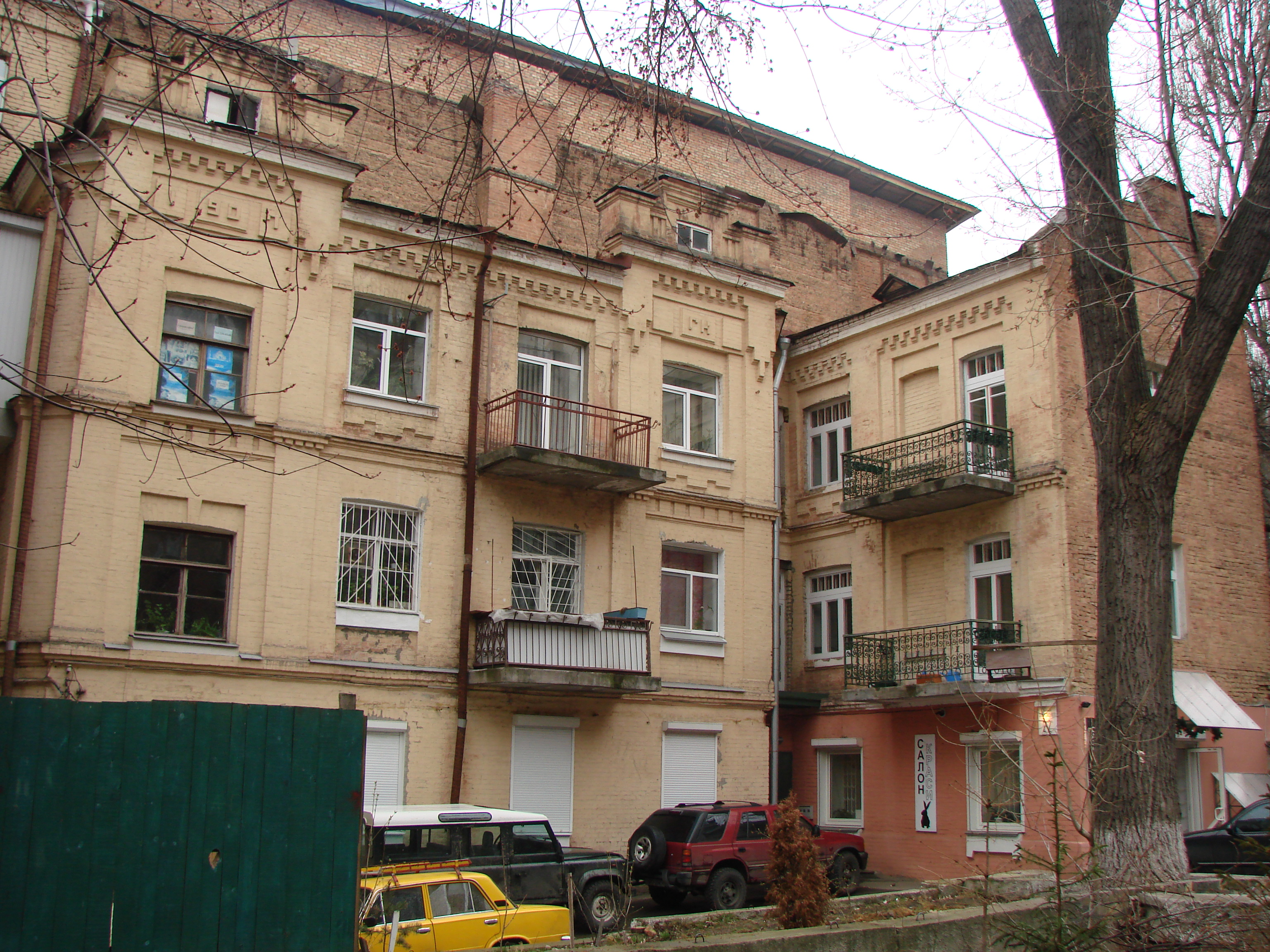
Флігель № 22-в